# Slovaquie au Concours Eurovision de la chanson 2012
La Slovaquie a participé au Concours Eurovision de la chanson 2012 à Bakou en Azerbaïdjan et a sélectionné sa chanson et son artiste via une sélection interne, organisée par le diffuseur slovaque RTVS.

## Sélection interne

### Décision de participer au concours
Le 8 octobre 2011, RTVS annonce son retrait du Concours Eurovision de la chanson 2012 pour se focaliser sur d'autres émissions. Deux jours plus tard, RTVS publie un communiqué officiel certifiant que leur participation n'a pas encore été décidé.
Le 16 novembre 2011, RTVS déclare que Miro Šmajda est le représentant slovaque à Bakou. Cependant, deux jours plus tard, l'équipe de Šmajda revendique que la confirmation de RTVS est « mal comprise ». Après cela, les rumeurs sur le retrait de la Slovaquie se développent.
Le 20 décembre 2011, la participation du pays à l'Eurovision 2012 est confirmée par RTVS et également, il est annoncé que la chanson représentant le pays sera sélectionné en interne.

### Artiste
Après cette sélection, l'artiste devait être présent lors d'une conférence de presse le 1er mars 2012. Cependant, cette conférence est reportée au 7 mars 2012.
Le 7 mars 2012, il est annoncé que Miro Šmajda alias Max Jason Mai représentera le pays à Bakou et qu'il chantera la chanson Don't Close Your Eyes,.

## À l'Eurovision
La Slovaquie participe à la seconde moitié de la seconde demi-finale du 22 mai en passant en 15e position entre l'Estonie et la Norvège et ne se qualifie pas pour la finale en terminant à 18e et dernière place de cette demi-finale avec 22 points.

### Points accordés à la Slovaquie
| 12 points | 10 points  | 8 points | 7 points | 6 points          |
| --------- | ---------- | -------- | -------- | ----------------- |
|           |            |          | - Malte  | - Estonie         |
| 5 points  | 4 points   | 3 points | 2 points | 1 point           |
|           | - Portugal | - Suède  |          | - France - Serbie |

### Points accordés par la Slovaquie
| 12 points | Suède              |
| 10 points | Estonie            |
| 8 points  | Serbie             |
| 7 points  | Lituanie           |
| 6 points  | Bosnie-Herzégovine |
| 5 points  | Portugal           |
| 4 points  | Norvège            |
| 3 points  | Turquie            |
| 2 points  | Malte              |
| 1 point   | Ukraine            |

| 12 points | Suède              |
| 10 points | Estonie            |
| 8 points  | Hongrie            |
| 7 points  | Serbie             |
| 6 points  | Azerbaïdjan        |
| 5 points  | Italie             |
| 4 points  | Islande            |
| 3 points  | Russie             |
| 2 points  | Bosnie-Herzégovine |
| 1 point   | Macédoine          |